# 湘西民族教师进修学院
湘西民族教师进修学院位于湖南省吉首市雷公井l0号，为湖南省的一所成人大学。湘西民族教师进修学院建立于2001年6月8日，它由湘西民族教育学院和吉首民族师范学校合并而成。